# Derdas I. von Elimiotis
Derdas I. (altgriechisch Δέρδας Dérdas), Sohn des Arrhidaios, war ein Fürst der obermakedonischen Landschaft Elimiotis im 5. vorchristlichen Jahrhundert.
Im Jahr 433 v. Chr. verbündete sich Derdas mit dem makedonischen Prinzen Philippos zum Kampf gegen dessen Bruder König Perdikkas II. Im Jahr darauf beteiligte er sich mit seinen Brüdern am Sieg Athens in der Schlacht von Potidaia gegen Makedonien. Ab dem Jahr 422 v. Chr. scheint Derdas seinen Frieden mit Perdikkas II. gemacht zu haben, jedenfalls tritt er als urkundlicher Zeuge eines Vertrages des Königs mit Athen aus diesem Zeitraum auf.
Der Vatername (Patronym) des Derdas ist in einem Scholion zu Thukydides 1,57,3 verzeichnet, wie er selbst dort auch als „Neffe des Perdikkas [II.]“ bezeichnet wird. Unklar ist dabei, ob diese Verwandtschaft väterlicher- oder mütterlicherseits bestand. Im ersteren Fall würde das Fürstenhaus von Elimiotis einen Seitenzweig der Argeaden gebildet haben.
Sein Sohn war wahrscheinlich Sirras.